# Chci si s vámi promluvit, pane prezidente

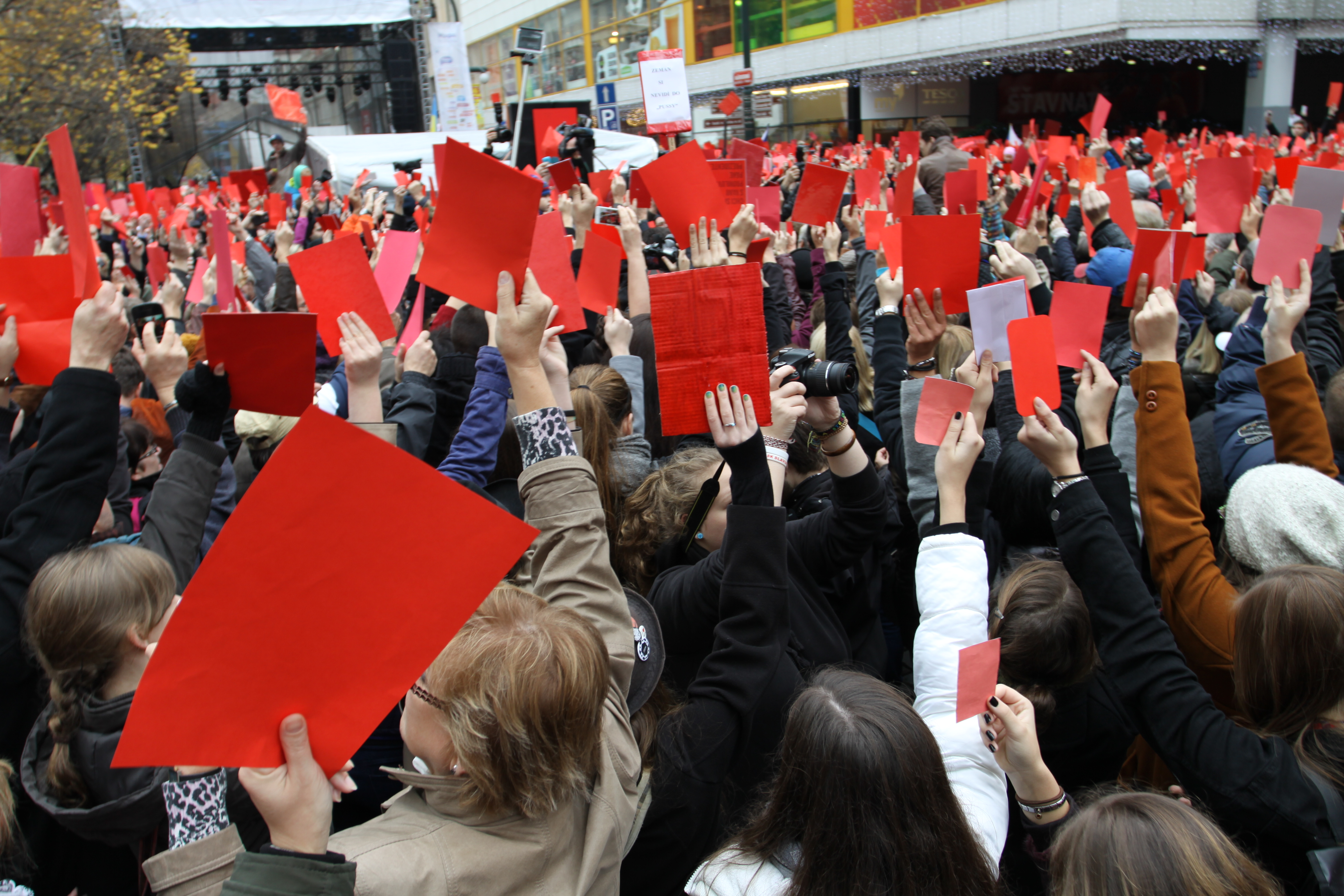
Červené karty na Národní třídě 17. listopadu 2014

Chci si s vámi promluvit, pane prezidente byla původně jednorázová neformální občanská iniciativa vyjadřující nesouhlas se způsobem zastupování občanů prezidentem Milošem Zemanem. Vzešla ze sociální sítě Facebook. Inicioval ji Martin Přikryl, kreativec pražské reklamní agentury a hudebník skupiny The Prostitutes.

## Protesty v Praze

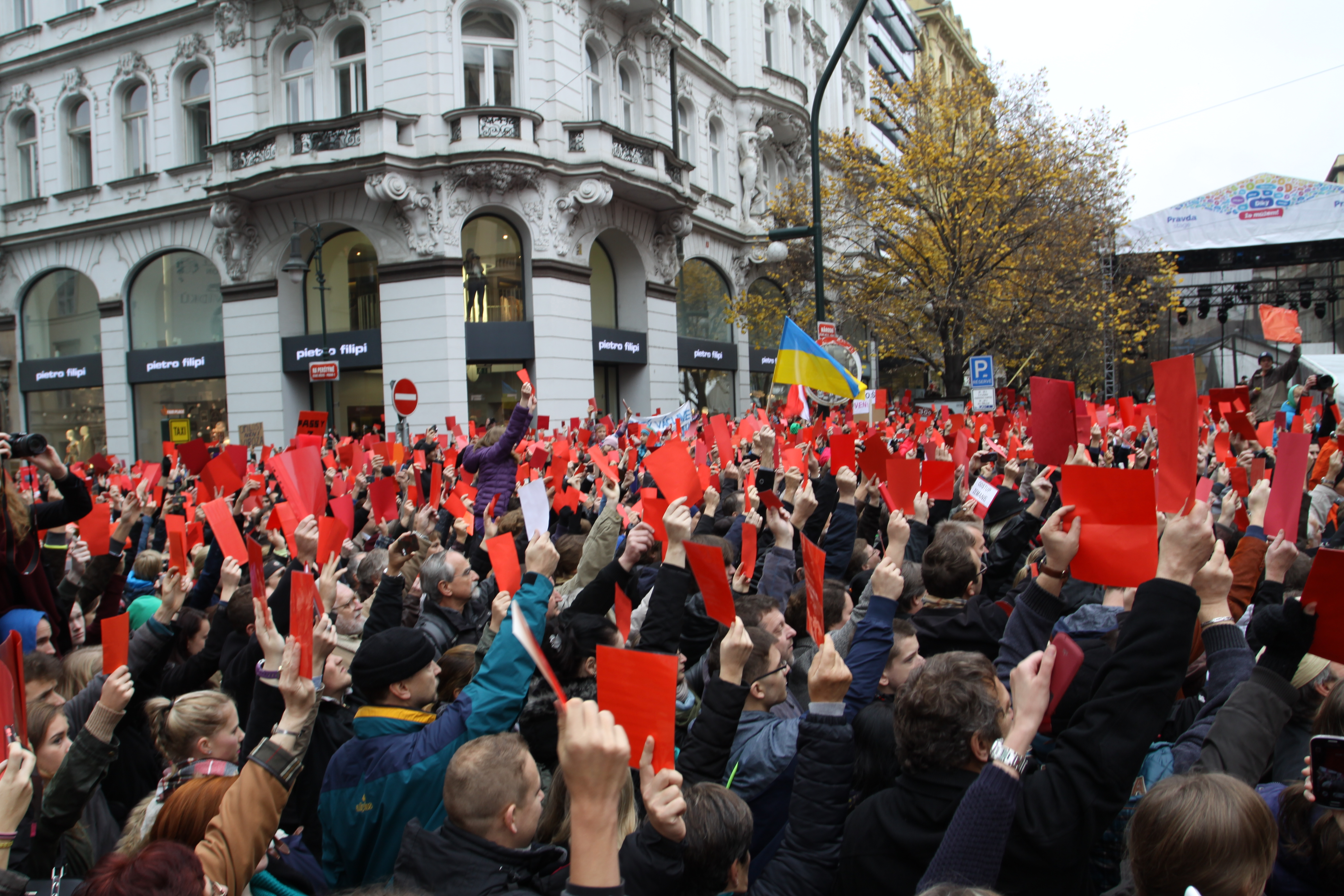
Účastníci demonstrace na Národní třídě 17. listopadu 2014

U příležitosti 25. výročí Sametové revoluce, dne 17. listopadu 2014 iniciativa uspořádala happening nazvaný Červená karta pro Miloše Zemana. Den poté měla událost na Facebooku asi 19 tisíc potvrzených účastníků a dalších více než 5 tisíc uživatelů s možnou účastí a 134 tisíc pozvání.
Od 11 hodin dopoledne se v Praze na Národní třídě sešel několikatisícový dav účastníků s transparenty a na hvizd píšťalky pozvedl papírky v červené barvě jako fotbalové červené karty symbolizující vyloučení prezidenta Zemana za jeho „fauly“. Organizátor akce Martin Přikryl uvedl: „Naše akce se jmenovala Chci si s vámi promluvit pane prezidente, protože jsem si opravdu na začátku myslel, že nás tam bude tak dvacet a že mu osobně sdělíme svůj nesouhlas.“

### Incident na Albertově
Oproti předběžnému očekávání pořadatelů Miloš Zeman na Národní třídu nezavítal, od půl třetí odpoledne se však zúčastnil odhalování pamětní desky na Albertově, spolu s dalšími prezidenty zemí Visegrádské čtyřky. Zde se také objevili demonstrující s červenými kartami, pískali a hlučeli, zejména při vystoupení prezidenta Zemana na pódium a při jeho projevu. Někteří z účastníků na něj házeli vejce či jiné předměty. Poté následovaly projevy prezidentů ostatních tří Visegrádských zemí a Německa, Bronisława Komorowského, Joachima Gaucka, Jánose Ádera a Andreje Kisky, které probíhaly již za zklidněné atmosféry a s občasným potleskem. Při odhalení plakety však dav skandoval „Nesahej na to!“ a vzduchem opět létaly drobné předměty. Rektor Univerzity Karlovy Tomáš Zima a někteří politici později formu hlasitého protestu na Albertově kritizovali s ohledem na pietní a sváteční příležitost či přítomnost zahraničních hostů. Martin Přikryl uvedl, že tuto část protestu neorganizoval a nemohl ovlivnit. V médiích také vyvracel spekulace, že by za jeho akcí stála spolupráce s politiky TOP 09.
Později po incidentu šla část účastníků průvodem na Hrad a cestou přes Klárov byla oddělena policejním kordonem od skupiny demonstrantů, která se zde sešla naopak na podporu prezidenta, s transparenty jako „Miloši, jsme s tebou“ nebo „Hanba pražské kavárně“.
V souvislosti s incidentem na Albertově obdrželo Obvodní státní zastupitelství pro Prahu 2 tři trestní oznámení. Postoupilo je k prověření policii, která však dospěla k závěru, že se původci metaných potravin dopustili nanejvýš přestupků proti občanskému soužití. Radnice Prahy 2 následné přestupkové řízení v dubnu 2015 odložila s vysvětlením, že se nejednalo ani o přestupek. Prezident Zeman rozhodnutí radnice odsoudil jako podjaté. Tajemník Prahy 2 následně v souladu s postojem starostky Jany Černochové požádal Magistrát hlavního města Prahy o posouzení, zde bylo rozhodnutí v souladu se zákonem. Ten nařídil Praze 2, aby házení vajec jako přestupek posoudila. Počátkem července 2015 začala policie záležitost na pokyn žalobce vyšetřovat opět jako trestný čin výtržnictví, což státní zastupitelství odůvodnilo tím, že se incident stal v den státního svátku na slavnostním shromáždění, takže by mohlo jít „o výtržné jednání vůči pietní akci jako takové“. Koncem srpna byly obviněny dvě osoby, z nichž jedním byl 62letý důchodce Jindřich Frühauf, který údajně policistům řekl: „Nebudu vám ty študáky udávat, to si radši napište, že jsem to házel já“. 26. dubna 2017 Obvodní soud pro Prahu 2 osvobodil Jindřicha Frühaufa obviněného z házení vajec na prezidenta Miloše Zemana.

### Navazující akce
I v dalších dnech pokračovaly v Praze demonstrace proti Zemanovi, například ve středu 19. listopadu 2014 se na Hradčanském náměstí sešlo pár stovek lidí s transparenty i červenými kartami. Pořadateli tohoto hodinového protestu byli studenti ČVUT a dalších vysokých škol.
Na 1. prosince byl pak ohlášen pochod s titulem „Sto tisíc podpisů z Václaváku na Hrad“, jehož cílem bylo předání vytištěné manifestační petice za odstoupení prezidenta. Petenti jako důvody k abdikaci uváděli, že Miloš Zeman nehájí zájmy České republiky a dělá jí špatné jméno doma i v zahraničí, jedná v rozporu s dobrými mravy a zásadami slušného chování, je špatným příkladem pro občany a „není pokračovatelem masarykovské tradice, i když se na ni často odvolává“. K právně nezávazné online petici, jejímž iniciátorem byl pardubický zastupitel za TOP 09 Jan Němec, bylo od začátku listopadu připojeno asi 100 tisíc podpisů, tj. přibližně pětkrát více než k obdobné online petici na podporu prezidenta, kterou pořádala Strana práv občanů. Hlavním pořadatelem pochodu byl Petr Suda z iniciativy „Listopad ještě neskončil“ a akci podpořili i pořadatelé dalších listopadových protestů, včetně Červené karty pro Miloše Zemana. Účastníci se sešli na Václavském náměstí, odkud se několik stovek lidí vydalo přes Národní třídu a Malostranské náměstí na Hradčanské náměstí. S prezidentem se však v cíli své cesty nesetkali, neboť ten byl v té době na třídenní návštěvě jižní Moravy. Petici tak převzal zástupce Kanceláře prezidenta republiky.
Další iniciativou, která se inspirovala červenými kartami a byla ohlášena na 1. prosince 2014, se stalo vyhlášení „Dne, kdy si všichni vezmou červené tričko na protest proti Zemanovi“. Zpočátku malá událost, vyhlášená na Facebooku Patrikem Mlýnkem již po protestech z 19. listopadu, postupně nasbírala necelých 60 tisíc přihlášených a dalších téměř 7 tisíc lidí s možnou účastí. Protest spočíval v nošení červeného trika, což řada lidí dokumentovala fotografiemi na příslušné facebookové stránce.
Také na 10. prosince jakožto Den lidských práv byla ohlášena večerní demonstrace na náměstí Jiřího z Poděbrad v Praze. Mezi předem ohlášenými řečníky byl i Martin Přikryl. Akce se zúčastnila asi stovka lidí.
V reakci na Hradem oznámené pozvání ruského prezidenta Putina na konec ledna 2015, uvedl Martin Přikryl v rozhovoru pro iDNES.cz 18. listopadu, že se s největšími podporovateli výzvy domlouvali o možné organizaci nějakého dalšího protestu, pokud by skutečně Putin přijel.

## Události na Moravě

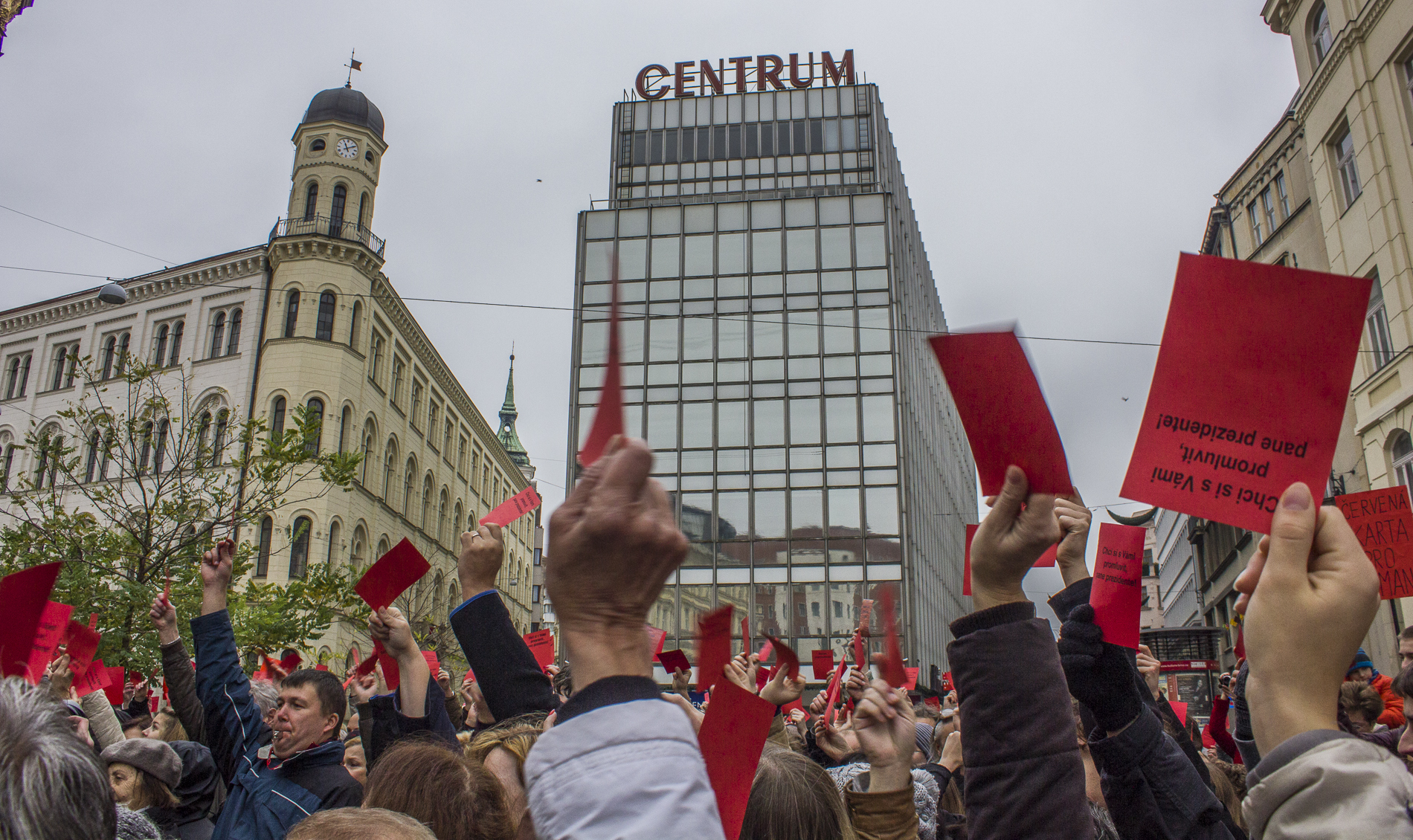
Happening na Malinovského náměstí v Brně

Pražskou událostí na Národní třídě se inspirovali iniciátoři obdobné akce v Brně. Událost na Facebooku, kterou založily Míša Suchardová a Šárka Václavíková, měla 18. listopadu asi 600 účastníků a přes 300 uživatelů s možnou účastí.
Ve stejnou dobu jako v Praze, tedy od 11 hodin 17. listopadu se sešlo asi 500 lidí na Malinovského náměstí v Brně, rovněž s červenými kartami. Na happeningu probíhal i sběr podpisů k petici za odstoupení prezidenta Miloše Zemana. Organizátoři uvedli tři jeho hlavní kritizované projevy: v domácí politice postup vůči ČSSD nebo při jmenování vlády, v zahraniční politice vstřícnost k Číně a Rusku i přes problémy politických vězňů a zejména rozdělování národa namísto jeho stmelování. Účastníci pak na červené karty napsali své vzkazy prezidentu Zemanovi.

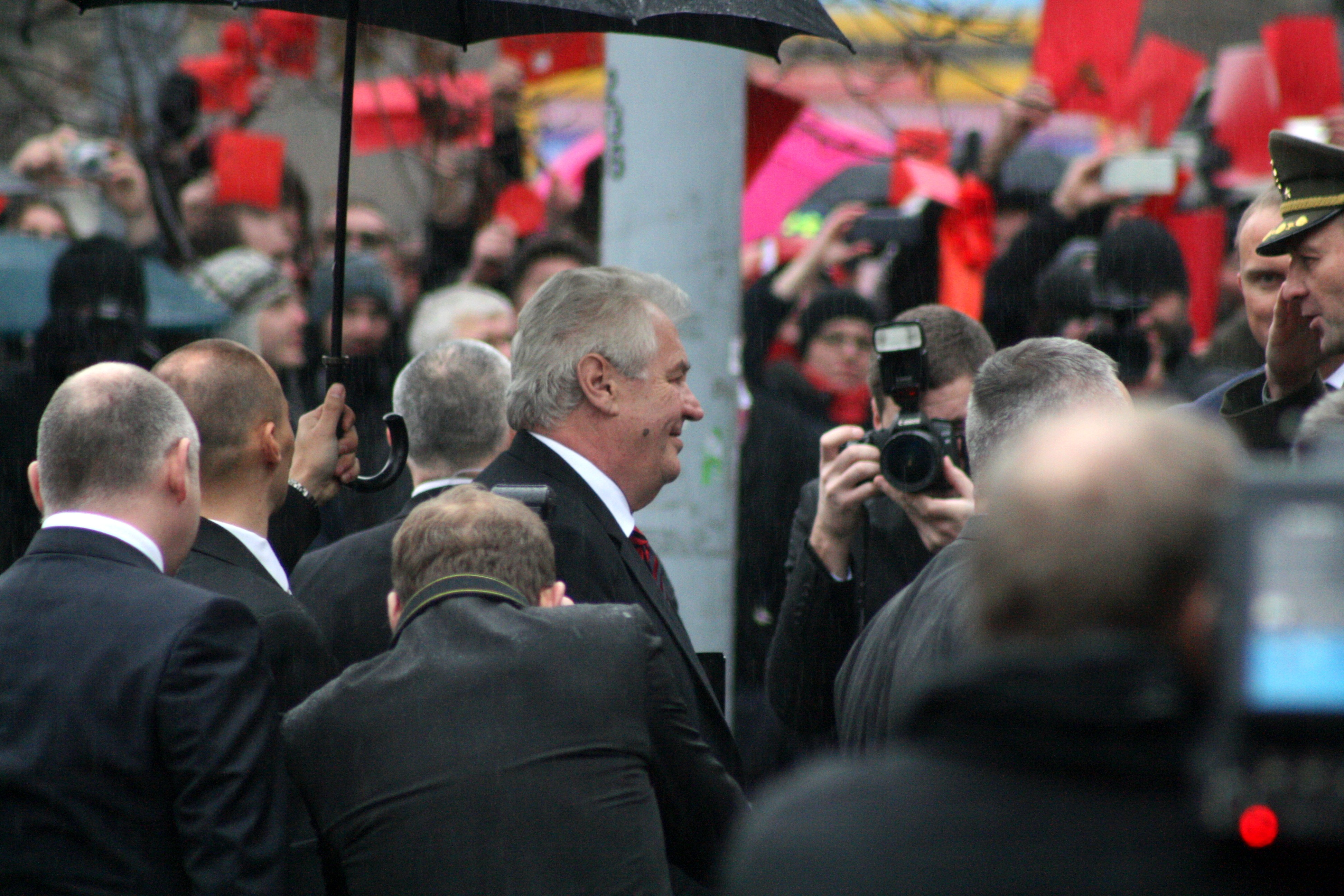
Prezident Zeman při příjezdu k Univerzitě obrany 1. 12. 2014 s demonstranty v pozadí.

V prvních třech prosincových dnech podnikl prezident třídenní cestu po městech jižní Moravy. V pondělí 1. prosince 2014 mimo jiné navštívil brněnskou Univerzitu obrany, kde se setkal s vedením univerzity, se studenty a s veterány.
Při té příležitosti uspořádali iniciátoři listopadové brněnské demonstrace protestní akci, svolanou opět přes sociální síť Facebook pod názvem „Přivítání Miloše Zemana červenými kartami“. Jeden z organizátorů Ondřej Puczok (TOP 09) vyslovil politování nad tím, že v brněnském programu prezidenta nebyla naplánována žádná debata s občany, ačkoli jimi mluvčí Jiří Ovčáček v jednom z předchozích výroků operoval. Protestu se zúčastnilo asi 150 lidí.
Další podobný protest byl ohlášen na odpoledne i v Blansku, kam vedla další Zemanova cesta.

## Konspirační teorie
V listopadu 2014 se na webu Aeronet.cz a posléze na sociálních sítích a v dalších médiích objevila dezinformace, podle které se na organizaci demonstrace a tisku červených karet podílela pražská ambasáda USA, což dokládal mimo jiné údajnou fotografií z pražských demonstrací.  Zprávu pak přebírala další serióznější média a na svých facebookových profilech ji šířili například jihomoravský hejtman Michal Hašek nebo poslanec Stanislav Huml, což podle týdeníku Respekt vedlo až ke konfliktům v diplomatických kruzích, kdy americká ambasáda musela vysvětlovat, že žádné protesty neorganizovala.

## Kulturní ohlasy
Událost Červená karta pro Miloše Zemana a také incident na Albertově zpracovali tvůrci webového satirického seriálu Kancelář Blaník do jednoho z dílů, nazvaného „První máma (2)“ a zveřejněného na serveru Stream.cz 5. prosince 2014.